# 공화국궁

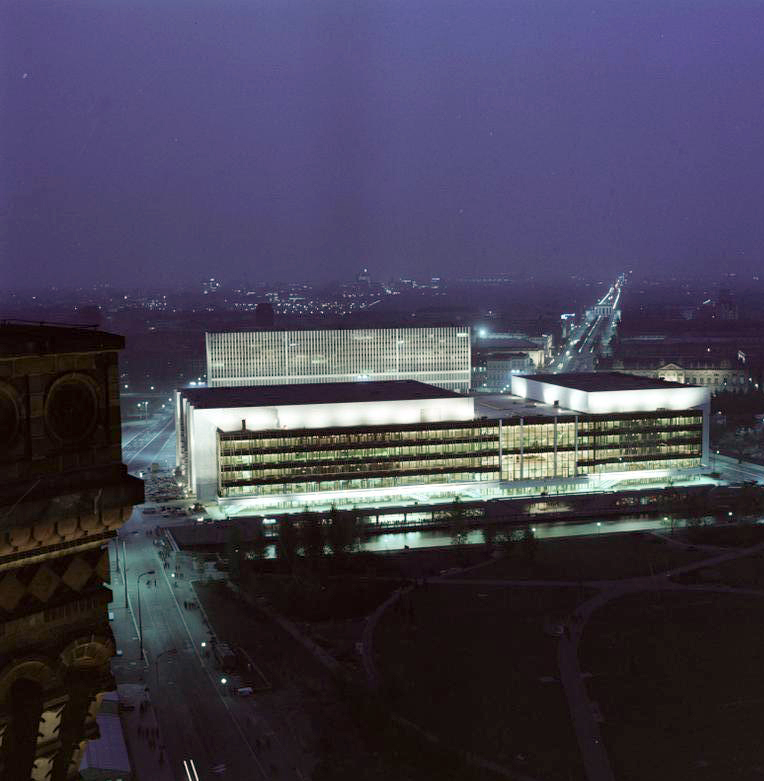
공화국궁

공화국궁(共和國宮, 독일어: Palast der Republik 팔라스트 데어 레푸블리크[*])은 독일 분단 시절 동독 동베를린에 있었던 청사이다. 남북길이 180m, 동서넓이 85m인 6층 건물로, 백색의 대리석과 청동거울과 같은 색의 유리창으로 외관을 장식하였으며, 내부의 로비에는 1001개의 램프가 걸려있는 등, 흰 대리석으로 화려하게 장식하였다. 부속 시설로는 인민회의장과 볼링장, 식당, 바 등이 있었다.

## 역사
공화국궁 자리는 본래 프로이센 왕국/독일 제국의 정궁인 베를린 성이 위치한 곳이었다. 베를린 성은 1918년 독일 제국이 해체되면서 박물관과 국가행사에 이용되었다가, 1945년 2월 3일, 2월 24일의 공습으로 각각 일부와 지붕이 날아갔다. 1945년 독일이 항복한 후 소련군의 점령지구로 들어간 후 일부 파괴된 부분을 보수해 계속 전시장으로 이용했으나, 1949년에 독일 민주 공화국이 세워진 뒤 동독의 공산정권은 베를린 성을 "프로이센 군국주의와 제국주의의 산물"이라 규정, 1950년 9월부터 12월에 걸쳐 성을 철거했다.
이후 성터는 1951년부터 1990년대까지 마르크스-엥겔스 광장으로 불렸다. 1950년대 중반 동독 당국은 성터의 일부에 초고층 정부청사를 짓기 위한 방안을 마련하기 시작했으며, 1960년대 들어서 정부청사의 건축이 계획되었다. 이 건물은 1973년에 준공되어 1976년에 '공화국궁'이란 명칭으로 완공된다. 이후 이 "공화국궁"에서 1976년, 1981년, 1986년에 독일 사회주의 통일당(SED)의 전당대회가 열렸으며, 1989년 동독 당국이 소련의 서기장 미하일 고르바초프를 초대해 동독 수립 40주년을 축하하는 행사를 가지기도 했다.
그러나 1990년 동독이 서독에게 흡수통일되면서 이 건물은 비게 되었으며, 한편 건물을 짓는 과정에서 인체에 유해한 석면(石綿)이 대량으로 사용된 것이 밝혀지면서 1990년대부터 2003년까지 석면 제거 공사를 해 한동안 건물 출입이 제한되었다. 이후 공화국궁은 한동안 존치되었다. 행위예술 전시관으로 사용되기도 하였으나, 태생적으로 베를린 성을 철거한 자리에 세워진 탓에 독일연방공화국 정부와 베를린 시 당국은 공화국궁을 철거하고 그 자리에 베를린 성을 복원할 계획을 세운다. 이 방침에 대해 과거 동독시대에 대한 향수를 가진 구(舊) 동베를린 시민들이 거세게 반발, 시위를 벌이기도 했으나 철거는 예정대로 강행되었다. 공화국궁의 철거는 2006년부터 2년간에 걸쳐 진행되어, 32년간 존재했던 공화국궁은 역사 속으로 사라졌다.

## 같이 보기
- 핀란디아 홀
- 국립 크렘린궁
- 인민대회당